# Antsianaka rufipennis
Antsianaka rufipennis es un coleóptero de la familia Chrysomelidae. Fue descrita científicamente por primera vez en 1891 por Duvivier.